# King of the Hill
King of the Hill er en amerikansk animeret komedieserie skabt af Mike Judge og Greg Daniels. Serie kørte fra 1997-2009.

## Ekstern henvisning
- King of the Hill på Internet Movie Database (engelsk)
- King of the Hills profil hos Encyclopædia Britannica Online (engelsk)
- King of the Hill på Rotten Tomatoes (engelsk)
- King of the Hill på Metacritic (engelsk)
- King of the Hill hos Behind The Voice Actors (engelsk)
- King of the Hill hos The Movie Database (engelsk)
- King of the Hill hos TheTVDB (engelsk)
- King of the Hill hos TV.com (engelsk)

| Fjernsyn | Spire Denne artikel om et tv-program er en spire som bør udbygges. Du er velkommen til at hjælpe Wikipedia ved at udvide den. |